# Richard Dunthorne
Richard Dunthorne (1711 – 3 de março de 1775) foi um astrônomo e agrimensor inglês, que trabalhou na Cambridge como assistente astronômico e científico de Roger Long (reitor do Pembroke Hall e Professor Lowndean de Astronomia e Geometria), e também simultaneamente por muitos anos como agrimensor da Corporação Bedford Level.

## Vida e obra
Existem breves notas biográficas de Dunthorne, uma nas Philosophical Transactions (Abridgement Series, publicada em 1809) (não assinada), outra no 'Dictionary of National Biography' (vol.16), e uma terceira por W T Lynn. Dunthorne nasceu em circunstâncias humildes em Ramsey, Cambridgeshire, onde frequentou a escola gratuita de gramática. Lá atraiu a atenção de Roger Long (posteriormente Reitor do Pembroke Hall, Cambridge), de quem Dunthorne se tornou protegido. Dunthorne mudou-se para Cambridge, onde Long primeiro o nomeou como um "criado pessoal", e onde recebeu alguma educação adicional (embora esta não pareça ter sido educação universitária regular). Dunthorne então "dirigiu" uma escola preparatória em Coggeshall, Essex, e depois retornou a Cambridge, onde Long obteve para ele um cargo como "mordomo" no Pembroke Hall, função que Dunthorne manteve pelo resto de sua vida. Aqui, a principal atividade de Dunthorne parece ter sido assistir Long em trabalho astronômico e científico.
Dunthorne também ocupou um cargo por alguns anos, simultaneamente com seu trabalho com Long, como superintendente de obras da Corporação Bedford Level, responsável pela gestão da água nos pântanos; ele começou este trabalho vários anos antes de 1761, continuando até os anos 1770. Neste papel, Dunthorne esteve envolvido em um levantamento topográfico dos pântanos em Cambridgeshire, e também supervisionou a construção de eclusas perto de Chesterton no Rio Cam.
A associação de Dunthorne com Long permaneceu vitalícia, e no final Dunthorne atuou como executor do testamento de Long.

## Tabelas lunares
Dunthorne publicou um livro de tabelas astronômicas em 1739 intitulado Practical Astronomy of the Moon: or, new Tables... Exactly constructed from Sir Isaac Newton's Theory, as published by Dr Gregory in his Astronomy, London & Oxford, 1739. Essas tabelas foram modeladas na teoria lunar de Isaac Newton de 1702, para facilitar o teste da teoria de Newton.
Em uma carta de 1746 ao guardião do Museu Woodwardiano de Cambridge, Dunthorne escreveu: "Depois que comparei um bom número de observações modernas feitas em diferentes situações da Lua e de sua órbita em relação ao Sol, com a teoria newtoniana... procedi a examinar o movimento médio da Lua, de seu apogeu e nós, para ver se eles eram bem representados pelas tabelas por qualquer número considerável de anos..."
Com base em suas observações, Dunthorne propôs alguns ajustes dos termos numéricos da teoria.

## Aceleração da Lua
Dunthorne é particularmente lembrado por seu estudo do fenômeno da mudança da velocidade aparente da Lua em sua órbita. Edmond Halley por volta de 1695 já havia sugerido, com base na comparação entre observações contemporâneas e, por outro lado, registros antigos para o tempo de eclipses antigos, que a Lua estava gradualmente acelerando em sua órbita. (Ainda não se sabia no tempo de Halley ou no de Dunthorne que o que realmente estava acontecendo era uma desaceleração da taxa de rotação da Terra – veja Tempo das efemérides.) Os cálculos de Dunthorne, baseados em parte em registros de relatos antigos de eclipses, confirmaram a aceleração aparente; e ele foi o primeiro a quantificar o efeito, que estimou em +10" (arcossegundos/século²) em termos da diferença de longitude lunar. A estimativa de Dunthorne não está longe daquelas avaliadas posteriormente, p.ex. em 1786 por de Lalande e ainda não muito distante dos valores de cerca de 10" a quase 13" sendo derivados cerca de um século depois.

## Publicações e observações astronômicas
Dunthorne publicou artigos nas Philosophical Transactions, incluindo "On the motion of the Moon" (1746), "On the acceleration of the Moon" (1749), e a carta "Concerning comets" em 1751. Ele observou os trânsitos de Vênus em 1761 e 1769, e também publicou tabelas sobre o movimento dos satélites de Júpiter em 1762.

## Trabalho para o Almanaque Náutico
Em 18 de julho de 1765, o Conselho de Longitude (efetivamente liderado por Nevil Maskelyne) nomeou Dunthorne como o primeiro "Comparador das Efemérides e Corretor das Provas" para o (então ainda futuro) Almanaque Náutico e Efemérides Astronômicas. A primeira edição apareceu com dados para o ano de 1767, abrindo novos caminhos ao fornecer ferramentas computacionais para permitir que marinheiros usassem observações lunares para encontrar sua longitude no mar. Dunthorne trabalhou como único comparador para as três primeiras edições, com dados para 1767–69, e depois continuou como um de vários comparadores até a edição para 1776.
Dunthorne também contribuiu com um método para limpar observações lunares náuticas dos efeitos da refração e paralaxe, com o propósito de encontrar a longitude no mar, e Maskelyne incluiu isso em suas 'Tables requisite to be used with the Nautical Ephemeris', um volume acessório publicado para acompanhar o Almanaque Náutico. Também é relatado que Dunthorne em 1772 recebeu do Conselho de Longitude uma recompensa de £50 por esta contribuição para encurtar os cálculos tediosos envolvidos em "limpar a distância lunar" (ao mesmo tempo que uma recompensa similar foi dada ao contribuinte de um método alternativo para o mesmo propósito, Israel Lyons, 1739–1775). Melhorias foram adicionadas e o "método aprimorado de Dunthorne" foi incluído em uma edição de 1802.
Nesta área de navegação celestial, Dunthorne foi creditado como o primeiro a aplicar fórmulas trigonométricas para o triângulo esférico geral à redução de distâncias lunares e a fornecer tabelas auxiliares para esse propósito.

## Benefícios em Cambridge
Dunthorne planejou e financiou a construção de um observatório em 1765. O observatório estava situado no Portão Shrewsbury do St. John's College. Dunthorne também doou instrumentos astronômicos ao colégio. O observatório permaneceu no local até seu fechamento em 1859.
Um contemporâneo, Rev. William Ludlam (responsável pelo observatório do St John's College a partir de 1767), descreveu Dunthorne como alguém "que sem o benefício de uma educação acadêmica chegou a tal perfeição em muitos ramos do aprendizado, e particularmente em Astronomia, que faria honra ao mais orgulhoso Professor de qualquer Universidade... ele uniu a uma excelência consumada em sua profissão uma generosidade sem limites no exercício dela."
Dunthorne morreu em Cambridge. A cratera Dunthorne na Lua tem seu nome em sua homenagem.

## Publicações de Dunthorne
- Richard Dunthorne (1739), Practical Astronomy of the Moon: or, new Tables... Exactly constructed from Sir Isaac Newton's Theory, as published by Dr Gregory in his Astronomy, London & Oxford, 1739.
- Richard Dunthorne (1746), "A Letter from Mr. Richard Dunthorne, to the Rev. Mr. Charles Mason, F. R. S. and Woodwardian Professor of Nat. Hist. at Cambridge, concerning the Moon's Motion"[ligação inativa], Philosophical Transactions, Volume 44 (1746), pp.412–420.
- Richard Dunthorne (1749), "A Letter from the Rev. Mr. Richard Dunthorne to the Reverend Mr. Richard Mason F. R. S. and Keeper of the Wood-Wardian Museum at Cambridge, concerning the Acceleration of the Moon"[ligação inativa], Philosophical Transactions, Vol. 46 (1749–1750) No. 492, pp. 162–172.
-- também dado em Philosophical Transactions (abridgements) (1809), vol.9 (para 1744–49), pp. 669–675 como "On the Acceleration of the Moon, by the Rev. Richard Dunthorne".
- Richard Dunthorne (1751), "A Letter from Mr. Rich. Dunthorne to the Rev. Dr. Long, F. R. S. Master of Pembroke-Hall in Cambridge, and Lowndes's Professor of Astronomy and Geometry in That University, concerning Comets", Philosophical Transactions, Volume 47 (1751), pp. 281–288.
- Richard Dunthorne (1761), "Elements of New Tables of the Motions of Jupiter's Satellites: In a Letter to the Reverend Charles Mason, D. D. Woodwardian Professor in the University of Cambridge, and F. R. S. from Mr. Richard Dunthorne", Philosophical Transactions, Volume 52 (1761), pp. 105–107.

## Outras fontes
- Mary Croarken (2002), "Providing Longitude for All", Journal of Maritime Research (National Maritime Museum, Greenwich), setembro de 2002.
- Biblioteca do St John's College, Cambridge, (artigo online) mencionando Dunthorne em conexão com suas doações relacionadas à astronomia para o colégio 1764–5, incluindo um relógio regulador por John Shelton.
- W T Lynn (1905), "Richard Dunthorne", The Observatory, vol.28 (1905), pp.215–6.
- Philosophical Transactions (Abridgement Series) (1809), vol.9 (para 1744–49) páginas 669–70, nota biográfica (não assinada) sobre Richard Dunthorne.
- Frédéric Marguet (Capitaine de Vaisseau) (1931), "Histoire générale de la navigation du XVe au XXe siècle", Paris 1931, capítulo 7, na página 242.
- Christof A. Plicht, "R. Dunthorne," Red Hill Observatory
- Curious About Astronomy
- "Right" Answers
- «Dunthorne, Richard». Dictionary of National Biography. Londres: Smith, Elder & Co. 1885–1900
- Maskelyne, N. (1767), Nautical Almanac and Astronomical Ephemeris, edições para 1767 e 1768; (veja especialmente o Prefácio de Maskelyne, reconhecendo Dunthorne.